# Loxogramme
Loxogramme är ett släkte av stensöteväxter. Loxogramme ingår i familjen Polypodiaceae.

## Bildgalleri

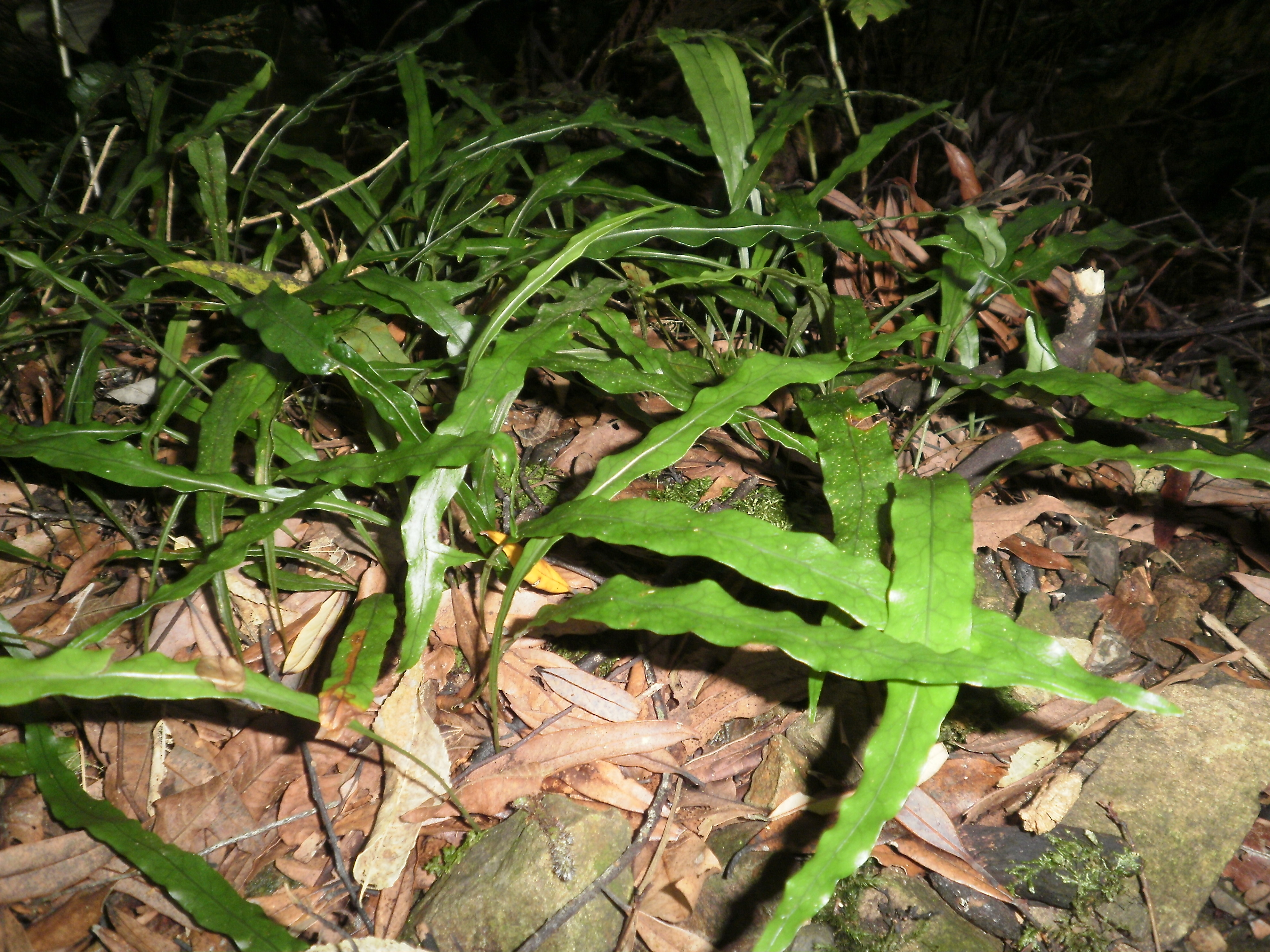

## Dottertaxa tillLoxogramme, i alfabetisk ordning[1]
- Loxogramme acroscopa
- Loxogramme antrophyoides
- Loxogramme assimilis
- Loxogramme avenia
- Loxogramme biformis
- Loxogramme boninensis
- Loxogramme buettneri
- Loxogramme carinata
- Loxogramme centicola
- Loxogramme chinensis
- Loxogramme conferta
- Loxogramme cuspidata
- Loxogramme dimorpha
- Loxogramme ensifrons
- Loxogramme forbesii
- Loxogramme formosana
- Loxogramme grammitoides
- Loxogramme humblotii
- Loxogramme involuta
- Loxogramme lanceolata
- Loxogramme lankokiensis
- Loxogramme mexicana
- Loxogramme nidiformis
- Loxogramme paltonioides
- Loxogramme parallela
- Loxogramme parksii
- Loxogramme porcata
- Loxogramme prominens
- Loxogramme salicifolia
- Loxogramme saziran
- Loxogramme scolopendrioides
- Loxogramme subecostata
- Loxogramme subselliguea
- Loxogramme wallichiana
- Loxogramme vittariiformis